# Арахноидит
Арахноидит — серозное воспаление паутинной оболочки головного или спинного мозга. Изолированного поражения паутинной оболочки головного или спинного мозга при арахноидите не бывает в связи с отсутствием в ней собственной сосудистой системы. Инфекция при арахноидите головного или спинного мозга переходит с твёрдой или мягкой мозговой оболочки. Арахноидит головного или спинного мозга можно характеризовать и как серозный менингит.
В современной медицине термин «арахноидит» является спорным и на практике не применяется, поскольку изолированное воспаление паутинной оболочки не представляется возможным. Ранее описываемые симптомы «арахноидита» в настоящий момент доказательно отнесены к серозному менингиту.

## Этиология
Арахноидит возникает в результате перенесённых острых и хронических инфекций, воспалительных заболеваний придаточных пазух носа, хронических интоксикаций (алкоголь, свинец, мышьяк), травм (обычно в резидуальном периоде). Арахноидит может возникнуть также в результате реактивного воспаления при медленно растущих опухолях, энцефалите. Во многих случаях причина арахноидита остается невыясненной.
Морфологически при арахноидите определяются помутнение и утолщение паутинной оболочки, сопровождающееся в более тяжёлых случаях и фибриноидными наложениями. В дальнейшем течении арахноидита возникают спайки между паутинной и сосудистой оболочкой, приводящие к нарушению циркуляции спинномозговой жидкости и образованию арахноидальных кист.
Арахноидит может возникать на почве острого или чаще хронического гнойного среднего отита (в результате маловирулентных микробов или токсинов), а также при осложнениях гнойного среднего отита — лабиринтите, петрозите, синустромбозе, как последствие излеченных гнойного менингита или абсцессов мозга и, наконец, может сочетаться с негнойным отогенным энцефалитом. Отогенный арахноидит в большинстве случаев локализуется в задней черепной ямке и значительно реже в средней. Течение арахноидита может быть острым, подострым и хроническим.
Арахноидиты делят на разлитые и ограниченные. Последние встречаются крайне редко. По существу речь идет о более грубых локальных изменениях на фоне разлитого процесса при арахноидите.
Нарушение нормальной циркуляции ликвора, приводящее к возникновению гидроцефалии, имеет в своей основе при арахноидите два механизма:
- нарушение оттока жидкости из желудочковой системы (окклюзионная гидроцефалия)
- нарушение всасывания жидкости через твёрдую мозговую оболочку при разлитом слипчивом процессе (арезорбтивная гидроцефалия)

## История изучения
Впервые этот термин был использован А. Т. Тарасенковым (1845) в его диссертации «О признаках головного воспаления вообще и arachoiditis в особенности». Детальное описание церебрального арахноидита дал немецкий врач Г. Беннингхаус (Böninghaus, 1897), называвший его «наружным серозным менингитом» (meningitis serosa externa).

## Симптомы арахноидита
Заболевание развивается подостро с переходом в хроническую форму. Клинические проявления представляют собой сочетание общемозговых расстройств, чаще связанных с внутричерепной гипертензией, реже с ликворной гипотензией, и симптомов, отражающих преимущественную локализацию оболочечного процесса. В зависимости от преобладания общих или локальных симптомов первые проявления могут быть различными. Из общемозговых симптомов часто встречается головная боль, наиболее интенсивная в ранние утренние часы и иногда сопровождающаяся тошнотой и рвотой. Головная боль может быть локальной, усиливающейся при натуживании, напряжении или неловком движении с твёрдой опорой на пятки (симптом прыжка — локальная головная боль при подпрыгивании с неамортизированным опусканием на пятки). К общемозговым симптомам относятся также головокружения несистемного характера, ослабление памяти, раздражительность, общая слабость и утомляемость, нарушения сна.
Очаговые симптомы зависят от локализации арахноидита. Конвекситальные арахноидиты характеризуются большей частью преобладанием явлений раздражения головного мозга над признаками выпадения функций. Одним из ведущих симптомов являются генерализованные и джексоновские эпилептические припадки. При базальном арахноидите наблюдаются общемозговые симптомы и нарушения функций нервов, расположенных на основании черепа. Снижение остроты и изменение полей зрения могут выявляться при оптико-хиазмальном арахноидите. Клинические проявления и картина глазного дна могут напоминать симптомы неврита зрительного нерва. Эти проявления часто сопровождаются симптомами вегетативной дисфункции: резкий дермографизм, усиленный пиломоторный рефлекс, обильное потоотделение, акроцианоз, иногда жажда, усиленное мочеиспускание, гипергликемия, адипозогенитальное ожирение. В некоторых случаях может быть выявлено снижение обоняния. Арахноидит в области ножек мозга характеризуется появлением пирамидных симптомов, признаками поражения глазодвигательных нервов, менингеальными знаками. При арахноидите мостомозжечкового угла возникают головная боль в затылочной области, шум в ухе и приступообразное головокружение, иногда рвота. Больной пошатывается и падает в сторону поражения, особенно при попытке стоять на одной ноге. Отмечаются атактическая походка, горизонтальный нистагм, иногда пирамидные симптомы, расширение вен на глазном дне в результате нарушения венозного оттока.
Могут наблюдаться симптомы поражения слухового, тройничного, отводящего и лицевого нервов. Арахноидит большой (затылочной) цистерны развивается остро, повышается температура, появляются рвота, боли в затылке и шее, усиливающиеся при поворотах головы, резких движениях и кашле; поражение черепных нервов (IX, X, XII пары), нистагм, повышение сухожильных рефлексов, пирамидные и менингеальные симптомы. При арахноидите задней черепной ямки возможно поражение V, VI, VII, VIII пар черепных нервов. Нередко наблюдаются внутричерепная гипертензия, мозжечковые и пирамидные симптомы. Обязательна дифференциальная диагностика с опухолями задней черепной ямки. Люмбальную пункцию производят только при отсутствии застойных явлений на глазном дне.

## Виды арахноидита

### Арахноидит оболочек головного мозга (церебральный)
Арахноидиты церебральные могут локализоваться на выпуклой поверхности мозга, его основании, в заднечерепной ямке. Клиническая картина арахноидита складывается из симптомов местного воздействия оболочечного поражения на мозг и расстройств ликвороциркуляции.
Частым проявлением церебральных арахноидитов являются головные боли гипертензивного или оболочечного характера.
Нормальная циркуляция спиномозговой жидкости (ликвора) по мозговым желудочкам затрудняется при арахноидите оболочек головного мозга может нарушаться.

#### Конвекситальный арахноидит
Арахноидиты конвекситальной поверхности головного мозга чаще встречаются в передних отделах больших полушарий, в области центральных извилин. В связи с давлением на моторные и чувствительные центры могут возникнуть расстройства движения (моно- или гемипарезы) и чувствительности. Раздражение, а в случаях образования кисты и сдавление коры и подлежащих отделов мозга при арахноидите вызывают фокальные эпилептические припадки.
В тяжёлых случаях могут возникнуть генерализованные судорожные приступы вплоть до развития эпилептического статуса. Важное значение для выявления локализации очага арахноидита имеют электроэнцефалография и пневмография.

#### Базилярный (оптико-хиазмальный) арахноидит
Чаще наблюдаются арахноидиты основания мозга. Наиболее частая локализация — хиазмальная область, что является причиной относительной частоты оптико-хиазмальных арахноидитов. Важность изучения этой формы определяется вовлечением в процесс зрительных нервов и области их перекреста, что часто приводит к необратимой потере зрения. Среди этиологических факторов возникновения оптико-хиазмального арахноидита особое значение имеют инфекционные поражения придаточных пазух носа, ангина, сифилис, малярия, а также черепно-мозговая травма (сотрясение мозга, ушиб мозга).
В области хиазмы и внутричерепной части зрительных нервов при арахноидите образуются множественные спайки и кисты. В тяжёлых случаях создается рубцовая оболочка вокруг хиазмы. Как правило, оптико-хиазмальный арахноидит не является строго локальным: менее интенсивные изменения обнаруживаются и в отдалении от основного очага. На зрительные нервы оказывают воздействие механические факторы (сдавление), а также переход на них воспалительного процесса и расстройство кровообращения (ишемия).
На зрительные нервы при оптико-хиазмальном арахноидите оказывают воздействие механические факторы (сдавление спайкам), а также переход на их миелиновую оболочку воспалительного процесса и расстройство кровообращения.
Оптико-хиазмальный арахноидит, как правило, развивается медленно. Сначала арахноидит захватывает один глаз, затем постепенно (через несколько недель или месяцев) вовлекается и другой. Медленное и часто одностороннее развитие оптико-хиазмального арахноидита помогает дифференцировать процесс от ретробульбарного неврита. Степень снижения зрения при оптико-хиазмальном арахноидите может быть различной — от понижения до полной слепоты. Часто в начале заболевания при оптико-хиазмальном арахноидите имеются боли кзади от глазных яблок.
Важнейшим подспорьем в диагностике оптико-хиазмального арахноидита является изучение полей зрения и глазного дна. Поля зрения изменяются в зависимости от преимущественной локализации процесса. Наиболее типичны темпоральная гемианопсия (одно- или двусторонняя), наличие центральной скотомы (часто двусторонней), концентрическое сужение поля зрения.
Со стороны глазного дна в 60-65 % случаев определяется атрофия зрительных нервов (первичная или вторичная, полная или частичная). У 10-13 % заболевших обнаруживаются застойные соски зрительного нерва. Проявления со стороны гипоталамической области, как правило, отсутствуют. Снимок турецкого седла также не выявляет патологии. При этой форме арахноидита основными являются очаговые (зрительные) симптомы, гипертензионные явления (внутричерепная гипертензия) выражены обычно умеренно.
Арахноидит оболочек головного мозга является следствием перенесённых травм или сопутствующих инфекционных заболеваний головного мозга и придаточных пазух носа.

#### Арахноидит задней черепной ямки
Арахноидит задней черепной ямки — наиболее часто встречающаяся форма среди церебральных арахноидитов. Клиническая картина арахноидита задней черепной ямки напоминает опухоли этой локализации и состоит из мозжечковых и стволовых симптомов. Поражение черепно-мозговых нервов (VIII, V и VII пар) наблюдается главным образом при локализации арахноидита в мостомозжечковом углу. Мозжечковые симптомы складываются из атаксии, асинергии, адиадохокинеза. При этой локализации арахноидита выражены расстройства циркуляции ликвора.
Симптоматика арахноидита в задней черепной ямке зависит от характера процесса (спайки, киста), локализации, а также от сочетания арахноидита с гидроцефалией. Повышение внутричерепного давления при арахноидите может быть вызвано закрытием отверстий желудочков мозга (Люшка, Мажанди) за счет спаек, кист или как следствие раздражения мягких мозговых оболочек с гиперсекрецией ликвора (прежде всего в результате повышенной деятельности plexus chorioideus) и затруднением его абсорбции. При отсутствии резкого повышения внутричерепного давления арахноидит может длиться годами, с длительными ремиссиями. Нередко арахноидит протекает в виде арахноэнцефалита вследствие сопутствующих воспалительных изменений мозговой ткани и давления спаек, кист на мозг.
Острая форма арахноидита характеризуется главным образом симптомами повышения внутричерепного давления (резкая головная боль, преимущественно в области затылка, тошнота, рвота, головокружение, нередко застойные соски зрительных нервов, иногда брадикардия), пирамидные и очаговые симптомы часто отсутствуют или слабо выражены и непостоянны.
При подостром течении в неврологическом статусе на первый план выступают симптомы поражения задней черепной ямки (чаще всего мосто-мозжечкового пространства — боковой цистерны моста). Симптомы повышенного внутричерепного давления хотя и имеют место, но выражены меньше, а изредка почти и не определяются. Отмечаются парезы черепных нервов (V, VI, VII, VIII, реже IX и X и ещё реже III и IV), чаще всего VIII пары, причём преобладают нарушения вестибулярной функции в сочетании с мозжечковыми симптомами.
Наряду с неустойчивостью в позе Ромберга — отклонением или падением в сторону пораженного уха, шаткой походкой, нарушениями указательной и пальце-носовой проб, адиадохокинезом, непостоянным спонтанным нистагмом (направленным в сторону больного уха или двусторонним) — отмечается частая дисгармоничность вестибулярных проб (например, выпадение калорической реакции при сохраненной вращательной). Иногда отмечается перемена направления нистагма, нистагм положения. Не все компоненты этого вестибуло-мозгового синдрома постоянны и четко выражены. Редки гомолатеральные пирамидные знаки и ещё более редки гемипарезы конечностей. В ликворе изменения обычно сводятся к повышенному давлению, иногда слабо выраженному. Редко отмечается умеренный плеоцитоз или повышение содержания белка.
Весьма редко встречается арахноидит с другими локализациями в задней черепной ямке. Это изолированное поражение преддверноулиткового нерва во внутреннем слуховом проходе, без явлений гипертензии, предпонтинный арахноидит и арахноидит полушарий мозжечка с нарушениями статики и скудными мозжечковыми симптомами, с поражением тройничного нерва (предпонтинная форма), предмозжечковый арахноидит (передней поверхности одной из долей мозжечка) с частичной мозжечковой симптоматикой, лабиринтными явлениями, невозбудимостью при калорической и пониженной возбудимостью при вращательной пробе, латеробульбарный арахноидит с гипертензией, мозжечковым синдромом и поражением IX, X, XI черепных нервов (гомолатеральным), арахноидит заднего рваного отверстия с поражением IX, X и XI черепных нервов.
При отогенной гидроцефалии задней черепной ямки преобладают симптомы повышенного внутричерепного давления, при нормальном ликворе или «разжижении» его (бедность белками) при окклюзии отверстий Люшка и Мажанди гипертензия сочетается с психическими нарушениями, вестибулярными расстройствами, иногда эпилептиформными приступами.
При общей гидроцефалии со скоплением большого количества ликвора внутричерепное давление быстро повышается, появляются застойные диски зрительных нервов, понижается острота зрения. Такие кризы постепенно стабилизируются (несмотря на желудочковые и люмбальные пункции) и, если вовлекается продолговатый мозг, больной погибает.
Для дифференциальной диагностики с абсцессом мозга (мозжечка), опухолью мозга имеют значение клиническое течение, данные исследования ликвора. Все виды пневмографии при выраженном повышении внутричерепного давления противопоказаны.
При арахноидите задней черепной ямки быстро развивается картина окклюзионной гидроцефалии, клинически проявляющаяся головной болью, рвотой, головокружением. На глазном дне застойные диски зрительного нерва. В спинномозговой жидкости картина негрубой белково-клеточной диссоциации. На рентгенограмме черепа при арахноидите задней черепной ямки видны гипертензивные явления.
Тяжёлым осложнением арахноидита задней черепной ямки является возникновение приступа острой окклюзии с вклиниванием миндалин мозжечка в большое затылочное отверстие, сдавливающих ствол мозга. Арахноидит задней черепной ямки может быть причиной и плохо поддающейся лечению невралгии тройничного нерва.

### Арахноидит оболочек спинного мозга (спинальный)
Арахноидиты спинальные, помимо указанных выше причин, могут возникнуть при фурункулёзе, гнойных абсцессах различной локализации. Клиническая картина кистозного ограниченного спинального арахноидита очень напоминает симптоматику экстрамедуллярной опухоли. Имеются корешковый синдром на уровне патологического процесса и проводниковые расстройства (двигательные и чувствительные). Арахноидит чаще локализуется по задней поверхности спинного мозга, на уровне грудных, поясничных сегментов, а также в области конского хвоста. Процесс распространяется обычно на несколько корешков, отличается изменчивостью нижней границы расстройств чувствительности.
В спинномозговой жидкости белково-клеточная диссоциация. Плеоцитоз встречается редко. Характерны миелографические данные — контрастное вещество задерживается в виде капель в области арахноидальных кист. Реже встречается диффузный спинальный арахноидит, вовлекающий в процесс большое количество корешков, но менее четко проявляющийся проводниковыми расстройствами. Спинальный арахноидит носит хронический характер.

## Лечение
Необходимо устранить источник инфекции (отит, синусит и др.). Назначают антибиотики в терапевтических дозах. Показаны десенсибилизирующие и антигистаминные препараты (димедрол, диазолин, супрастин, тавегил, пипольфен, хлорид кальция, гистаглобулин). При судорожных синдромах используют противоэпилептические препараты. По показаниям применяют симптоматические средства. Отсутствие улучшения после проведения лечения, нарастание внутричерепного давления и очаговой симптоматики, оптикохиазмальный арахноидит с неуклонным снижением зрения являются показаниями к хирургическому вмешательству.
Прогноз. В отношении жизни обычно благоприятный. Опасность может представлять арахноидит задней черепной ямки с окклюзионной гидроцефалией. Трудовой прогноз ухудшается при частых рецидивах или прогрессирующем течении с частыми гипертоническими кризами, эпилептическими припадками, при оптико-хиазмальной форме.
При пост-гриппозном арахноидите противопоказано лечение психотропами (антидепрессанты, транквилизаторы, седативные).

## Трудоспособность
Больные признаются инвалидами III группы, если трудоустройство или перевод на легкую работу ведёт к уменьшению объёма производственной деятельности. Инвалидность II группы устанавливается при наличии частых эпилептических припадков, значительном снижении остроты зрения на оба глаза (от 0,04 до 0,08 с коррекцией). Инвалидами I группы признаются больные с оптико-хиазмальным арахноидитом, сопровождающимся слепотой. Больным с ликвородинамическими нарушениями, эпилептическими припадками и вестибулярными кризами противопоказана работа на высоте, у огня, около движущихся механизмов, на транспорте. Противопоказаны работа в неблагоприятных метеорологических условиях, в шумных помещениях, в контакте с токсичными веществами и в условиях измененного атмосферного давления, а также труд, связанный с постоянной вибрацией, изменениями положения головы.

## Профилактика
Ранняя диагностика и лечение острых инфекционных заболеваний, профилактика инфекционных заболеваний, очагов фокальной инфекции, черепно-мозговых травм